# 阿普勒蒙 (上索恩省)
阿普勒蒙（法語：Apremont，法語發音：[apʁəmɔ̃]）是法国上索恩省的一个市镇，属于沃苏勒区。

## 地理
阿普勒蒙（47°23'37"N, 5°32'37"E）面积14.4 平方千米，位于法国勃艮第-弗朗什-孔泰大區上索恩省，该省份为法国东部内陆省份，北起顺时针与孚日省、贝尔福地区省、杜省、汝拉省、科多尔省和上马恩省接壤。
与阿普勒蒙接壤的市镇（或旧市镇、城区）包括：芒托什、塔尔迈、尚旺、热尔米涅、勒特朗布卢瓦。
阿普勒蒙的时区为UTC+01:00、UTC+02:00（夏令时）。

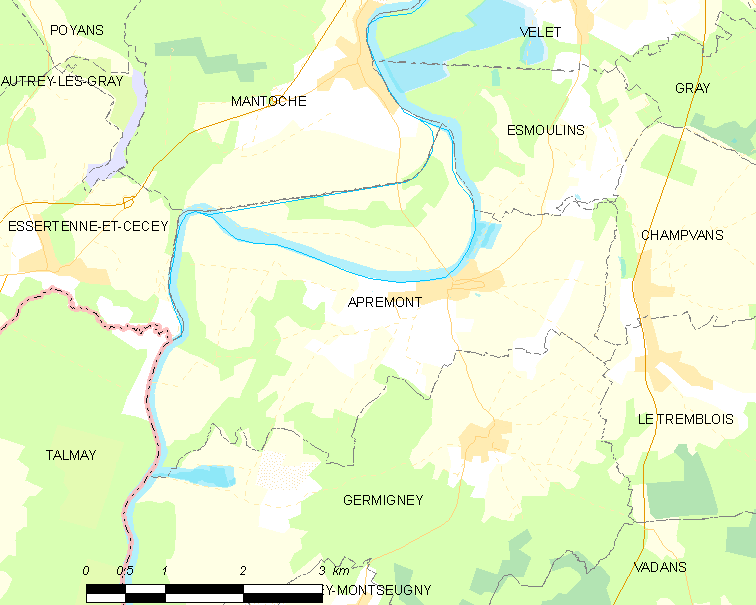
阿普勒蒙的OSM定位图

## 行政
阿普勒蒙的邮政编码为70100，INSEE市镇编码为70024。

## 政治
阿普勒蒙所属的省级选区为格雷县。

## 人口

1962-2008年间阿普勒蒙人口变化图示

阿普勒蒙于2022年1月1日时的人口数量为432人。